# Limnophila morula
Limnophila morula là một loài ruồi trong họ Limoniidae. Chúng phân bố ở miền Australasia.